# Ersmark, Skellefteå kommun
För andra betydelser, se Ersmark.
Ersmark är en tätort inom Skellefteå kommun. Den ligger i Kågedalen. 

## Namn
Förledet i byns namn är det förkristna mansnamnet Erik. Liksom andra mark-byar med sådana förled anses den ha uppkommit som nybygge under medeltiden.

## Historia

### Förhistoria
Större delen av Ersmark låg under vatten fram till bronsåldern då holmar och skär började sticka upp några meter över vattenytan. Fynd i området visar att bosättningar på dessa holmar fanns från omkring 1200 f.Kr. Det finns dock inga lämningar i området som visar att människor var bosatta där under järnåldern, vilket troligtvis förklaras av sämre klimat.

### Kolonisering
Under 1100- eller 1200-talet koloniserades området av människor från Kåge eller Ostvik. Troligtvis bosatte dig inte människor där då utan istället användes området som utmarker. Troligtvis tillkom den första bebyggelsen i slutet av 1200-talet. Det är styrkt att byn var bebodd från 1300-talet då bybor deltog i byggandet av församlingens äldsta kända kyrka. I slutet av 1500-talet fanns 13 hemman som minskades till 10.

### 1600-talet
År 1649 fanns omkring 66 invånare i Ersmark och 1685 hade dessa ökat till 79 invånare. Dessa drabbades hårt av knektutskrivningarna i samband med de pågående krigen.
Byn uppgavs ha medelmåttig åker med goda ängar vid roteringen 1695. Det fanns också tillräcklig med skog för tjärbränning och  mulbete.

### 1700-talet
År 1715 fanns 36 invånare i Ersmark. I protokollet från jordrannsakningen 1749 framgick att det fanns möjlighet att ta upp mer ängsmark men inte åkermark. Dessutom uppgavs att skogen var tillräcklig för husbehov och att tjärbränning bedrevs. Totalt fanns tre kvarnar i Ersmark vilka var i drift under vår och höst. 
Utmärkande för Ersmark var dess kopparslagerier. Under åren 1610–1760 fanns åtminstone åtta kopparslagare. Antalet invånare uppgick 1745 till 73.

## Samhället
I Ersmark finns en pizzeria som inkluderar catering och bar, en möbelbutik, en ridskola, en grundskola för årskurs 1–6 och två förskolor. Mitt i byn finns Ersmarks kyrka som fungerar som samarbetskyrka mellan EFS och Svenska kyrkan.

## Näringsliv
I samhället finns Trelleborg Sealing Solutions, (tidigare företaget Skega), vilka sysselsätter en stor del av ortens befolkning. Exempel på andra bolag är: 
- Dynamic Performance - biltrimning
- 3S Alutrailers - tillverkning av släp
- Daco - tillverkning av sarger och bryggor
- Asfalt Nord & Bergvärme

## Befolkning
Antalet invånare i Ersmark uppgick till 90 personer 1543, men minskade till 66 personer fram till 1648. I början av 1800-talet uppgick invånarantalet till 180 och fortsatte öka till 1900 då invånarantalet uppgick till 680. Befolkningsmässigt var byns storhetstid under 1980- och 1990-talen få invånarantalet passerade 1 200 personer.
| Befolkningsutvecklingen i Ersmark 1965–2020 | Befolkningsutvecklingen i Ersmark 1965–2020 | Befolkningsutvecklingen i Ersmark 1965–2020 | Befolkningsutvecklingen i Ersmark 1965–2020 | Befolkningsutvecklingen i Ersmark 1965–2020 |
| ------------------------------------------- | ------------------------------------------- | ------------------------------------------- | ------------------------------------------- | ------------------------------------------- |
|                                             |                                             |                                             |                                             |                                             |
| År                                          |                                             |                                             | Folkmängd                                   | Areal (ha)                                  |
| 1965                                        | 1965                                        |                                             | 270                                         |                                             |
| 1970                                        | 1970                                        |                                             | 283                                         |                                             |
| 1975                                        | 1975                                        |                                             | 759                                         |                                             |
| 1980                                        | 1980                                        |                                             | 895                                         |                                             |
| 1990                                        | 1990                                        |                                             | 1 047                                       | 149                                         |
| 1995                                        | 1995                                        |                                             | 983                                         | 149                                         |
| 2000                                        | 2000                                        |                                             | 893                                         | 149                                         |
| 2005                                        | 2005                                        |                                             | 865                                         | 149                                         |
| 2010                                        | 2010                                        |                                             | 879                                         | 121                                         |
| 2015                                        | 2015                                        |                                             | 875                                         | 130                                         |
| 2020                                        | 2020                                        |                                             | 822                                         | 125                                         |
| Anm.: Ny tätort 1965.                       |                                             |                                             |                                             |                                             |